# 孔昭
孔 昭（こう しょう、生年不詳 - 461年）は、北魏の官僚。本貫は魏郡鄴県。

## 経歴
始光初年、亡き密皇后と親しかったことから、汝陰侯の爵位を受け、安東将軍の号を加えられた。魏県侯の爵位に転じ、安南将軍の号を受けた。趙郡太守として出向し、有能で知られた。召還されて光禄大夫の位を受け、中都大官に転じた。行政や刑罰に明るく、刑事裁判を良く裁いた。侍中・鎮東将軍・幽州刺史に転じ、魯郡公の爵位に進んだ。461年（和平2年）、死去した。諡は康公といった。

## 子女
- 孔羅漢（長男、東宮洗馬）
- 孔伯恭
- 孔伯孫（中書博士、魯郡公、鎮東将軍・東萊鎮将、東徐州刺史、事件に連座して免官され、家で死去した）

## 伝記資料
- 『魏書』巻51 列伝第39
- 『北史』巻37 列伝第25